# Запрудня
Запру́дня — посёлок городского типа в Талдомском городском округе Московской области России. Население — 15 172 чел. (2024).
На территории посёлка расположены железнодорожная платформа Запрудная (также используется неофициальное название Запру́дня) и разъезд Соревнование.

## История
Населенный пункт Запрудня известен с XVII века. Тогда на месте современного посёлка упоминается деревня Моревское, расположенное на речке Куновке.
Первое упоминания названия Запрудная относится к XVIII веку; происходит оно, вероятно, от небольшой запруды, уже в то время существовавшей на Куновке. В XVIII веке Запрудная относилась к имению, расположенному в позднее ставшем частью Запрудни селе Гари. В писцовых книгах 1627 года село Гари упоминается как вотчина патириаршьего стольника Н. Ф. Леонтьева, пожалованная ему в 1610 году царём Василием Шуйским; позднее село не раз меняло владельцев; в 1782 году оно стало собственностью князя Михаила Щербатова. В середине XIX века село Гари и деревня Запрудная принадлежали известному врачу Карлу Янишу. В 1852 году население села Гари составляло 156 человек, деревни Запрудная — 168 человек.
В 1860 году на селе Гари крестьянином деревни Запрудная Фаддем Тимофеевым была открыта небольшая стекольная фабрика; в течение второй половины XIX века и начала XX века она сменила нескольких владельцев, однако профиль единственного в селе предприятия оставался неизменным — стекольное производство продолжало расширяться. Развитию предприятия способствовало и открытие в 1900 году в 15 верстах от села железнодорожной станции Вербилки на линии Москва—Савёлово. Благодаря усилиям одного из совладельцев фабрики, И. И. Китайгородского, в 1914 году на предприятии впервые в России было налажено производство электролампового стекла. Уже в советское время запрудненское стекольное предприятие стало одним из лидеров в своей отрасли; в 1924 году на заводе производилось 35 тысяч колб для электрических ламп в сутки.
Постановлением президиума Мособлисполкома № 10 от 10 ноября 1932 г. (протокол № 63) на территории Талдомского района был образован рабочий поселок Запрудня, в который вошли населенный пункт при Запрудненском стекольном заводе, селения Запрудня и Гари часть 1 и часть 2, а в его административное подчинение — селение Хохловка и населенный пункт при Вербилковском лесопильном заводе. Гарский и Запруднянский сельсоветы были упразднены. Образование рабочего поселка Запрудня утверждено постановлением ВЦИК от 10 декабря 1932 г. В 1930-х годах в связи со прохождением близ западной окраины посёлка трассы канала имени Москвы в Запрудню была проведена шоссейная дорога. В 1950-х годах в Запрудне открылась железнодорожная платформа на линии в строившийся тогда город Дубну.
В годы Великой Отечественной войны на базе эвакуированного в Томск оборудования и персонала стекольного завода был организован Томский электроламповый завод.
Запрудненский стекольный завод долгое время являлся одним из крупнейших предприятий Московской области, что обусловило интенсивное развитие посёлка в 1950-е — 1970-е годы (были построены многоквартирные жилые дома, больница, школы, детские сады). В числе продукции предприятия были различные электролампы, кинескопы.
С 1 января 2006 года до 8 июня 2018 года Запрудня образовывала одноимённое муниципальное образование со статусом городского поселения в качестве его единственного населённого пункта. Площадь городского поселения составляла 5020 га или 50,2 км².
Органами местного самоуправления муниципального образования до 8 июня 2018 года являлись:
- Совет депутатов — представительный орган городского поселения;
- глава городского поселения;
- администрация городского поселения — исполнительно-распорядительный орган городского поселения;
- контрольно-счётная комиссия — контрольный орган городского поселения.

Совет депутатов состоял из 15 депутатов, избираемых населением городского поселения на муниципальных выборах на основе равного всеобщего и прямого избирательного права при тайном голосовании по многомандатным округам. Председателем Совета депутатов с 2008 до 2018 года являлась Сумина Вера Васильевна
Глава городского поселения Запрудня избирался на муниципальных выборах гражданами, проживающими на территории поселения. Глава городского поселения формировал и возглавлял администрацию городского поселения. 10 сентября 2017 года главой городского поселения был переизбран Староверов Дмитрий Алексеевич (до 8 июня 2018 года).
В начале сентября 2016 года с целью дружеского, добрососедского, делового и культурного сотрудничества в македонском городе Радовиш состоялось подписание соглашения о побратимстве между городским поселением Запрудня и городом Радовиш.
В соответствии с законом Московской области от 28 мая 2018 года № 70/2018-ОЗ все муниципальные образования Талдомского муниципального района были преобразованы в Талдомский городской округ с 8 июня 2018 года.
Решением главы Талдомского городского округа введены должности руководителей территориальных отделений на территории округа, в том числе территориального отделения Запрудня.
В 2025 году рабочий посёлок преобразован в посёлок городского типа.

## Население
| 1859    | 1890    | 1926    | 1939    | 1959    | 1970    | 1979    |
| ------- | ------- | ------- | ------- | ------- | ------- | ------- |
| 186     | ↗266    | ↗543    | ↗5695   | ↗9458   | ↗12 761 | ↗14 385 |
| 1989    | 2002    | 2006    | 2009    | 2010    | 2012    | 2013    |
| ↗14 457 | ↘12 621 | ↗13 300 | ↘11 956 | ↗12 855 | ↘12 761 | ↘12 747 |
| 2014    | 2015    | 2016    | 2017    | 2018    | 2019    | 2020    |
| ↘12 671 | ↘12 651 | ↗12 656 | ↘12 548 | ↘12 378 | ↘12 225 | ↘12 200 |
| 2021    | 2023    | 2024    |         |         |         |         |
| ↗15 189 | ↘15 164 | ↗15 172 |         |         |         |         |

Трудовые ресурсы Запрудни в 2010 году оценивались в 7—8 тыс. человек, из них в экономике посёлка было занято 3,5—4 тыс. человек.

## Экономика
Промышленность посёлка представлена несколькими крупными и средними предприятиями, а также предприятиями малого бизнеса. Основные предприятия расположены на промышленной площадке бывшего Запрудненского завода электровакуумных приборов (ЗЗЭВП); по данным Роспотребнадзора, в 2010 году на этой территории действовало свыше 20 разнопрофильных предприятий. Предприятия Запрудни производят следующие основные виды промышленной продукции: корма для животных (ООО «РУБИС»),АО «Электромаш». Имеются также мелкие предприятия местной индустрии (деревообработка, строительство) и несколько фермерских хозяйств.

## Социальная сфера
В посёлке работают следующие учреждения:
- Запрудненский филиал Талдомской ЦРБ, взрослая и детская поликлиники, дневной стационар
- Ветеринарная лечебница
- МОУ Запрудненская средняя общеобразовательная школа № 1
- МОУ «Запрудненская гимназия» (до 2016 г. — средняя общеобразовательная школа № 2)
- Филиал ГБПОУ МО «Дмитровский техникум» г. Дмитров (до 2015 г. — Профессиональное училище № 48)
- МСОУ Запрудненская школа-интернат для обучающихся с ограниченными возможностями здоровья
- Запрудненская городская библиотека (филиал МБУ «Центральная библиотека Талдомского городского округа»)
- МБУДО Запрудненская детская школа искусств (музыкальная и художественная школы)
- Три детских сада (№ 20 «Ласточка», № 21 «Аист», № 23 «Мишутка»).

Также имеются:
- Отделение полиции
- Пожарная часть
- Центр досуга «Мир»
- Мемориал воинской славы «Воинам-Запрудненцам»
- Дворец спорта «Антей»
- Физкультурно-оздоровительный комплекс с бассейном «Победа» (открыт 1 августа 2015 года[40])
- Центр отдыха и здоровья «Запрудненские бани»
- Дворец культуры «Прогресс» (торжественно открыт после реконструкции 29 января 2017 года)
- Православный храм Преображения Господня[41]
- Церковь евангельских христиан-баптистов «Пробуждение»
- Парк «Солнечный берег» с пляжем, летним кафе, спортивными и детскими площадками.

Места общественного питания:
- Ресторан «Зодиак»
- Ресторан «Эдем»
- Ресторан «Latchi»
- Ресторан японской кухни «Суши Сет»
- Пиццерия «Пиццерони»
- Пиццерия «Пицца Запрудня»Водоём в посёлке

Торговля:
- 2 магазина «Дикси»
- 3 магазина «Пятёрочка»
- 3 магазина «Магнит»
- Магазин «Магнит Косметик»
- Магазин «Fix Price»
- Магазин «Смешные цены»
- Магазин электроники «DNS»
- Другие частные магазины

## Планировка и застройка
В 1950—1980-е годы центральная часть Запрудни застраивалась многоквартирными жилыми домами — сперва трёх и четырёхэтажными, а с 1960-х годов — пятиэтажными. В конце 1980-х годов построены три девятиэтажных дома. На окраинах населённого пункта — преимущественно частная жилая застройка. Основные городские магистрали — пересекающая населённый пункт в широтном направлении автодорога Запрудня—Вербилки (Первомайская улица, переходящая в восточной части Запрудни в Советскую улицу); параллельная Первомайской улице улица Ленина. В данный момент в Запрудне построены несколько жилых домов для переселения жителей из аварийного жилищного фонда. Первый такой дом был построен в 2014 году на улице Калинина, а остальные дома — недалеко от ныне заброшенного лагеря «Костёр» (улица Приозёрная). Жилищный фонд в 2010 году составлял 204,3 тыс. м², средняя обеспеченность населения жильём — 16,9 м²/чел.. 61,6 % жилищного фонда было представлено средне- и малоэтажными зданиями; 26,8 % — индивидуальной застройкой. Уровень автомобилизации составлял 200 автомобилей на 1 тыс. жителей.
К концу 2020 года на территории Запрудни было расселено 4 аварийных многоквартирных дома (по ул. Карла Маркса, д. 7 и 7А, по ул. Ленина, д. 6А и по ул. Первомайская, д. 6 корп. 2). После расселения дома пустуют. В 2022—2023 гг. два пятиэтажных дома были снесены, но о сносе остальных домов администрация округа разговоров пока не ведёт.

## Фото
- Улица Советская (микрорайон Гари)
- Пляж на территории парка "Солнечный берег"
- Площадь автовокзала
- Заводская площадь
- Запрудненский филиал Талдомской ЦРБ
- Здание администрации городского поселения Запрудня
- Детская школа искусств
- Храм Преображения Господня